# Heinz Wassermann
Heinz Wassermann (* 26. Juni 1939 in Oberhausen; † 3. März 2022) war ein deutscher Fußballspieler. Er spielte zehn Jahre lang überwiegend als Verteidiger in den Ligamannschaften von Rot-Weiss Essen und 1. FSV Mainz 05. Bei der Mannschaft von Rot-Weiss Essen absolvierte er von 1960 bis 1964 in der Fußball-Oberliga West, 2. Liga West und Fußball-Regionalliga West insgesamt 40 Ligaspiele (1 Tor). Nach seinem Wechsel nach Mainz folgten von 1964 bis 1970 in der Regionalliga Südwest weitere 180 Ligaspiele in der damaligen Zweitklassigkeit mit 15 Toren.

## Laufbahn

### Rot-Weiss Essen, 1960 bis 1964
In der Saison 1960/61 wurde Heinz Wassermann als Nachwuchsspieler von Trainer Willi Multhaup zweimal in der Oberligamannschaft von RW Essen eingesetzt. Er debütierte am 18. September 1960 bei einer 1:3-Heimniederlage gegen Viktoria Köln in der damaligen Erstklassigkeit der Oberliga West. Er spielte im WM-System linker Außenläufer und agierte in der Defensive neben Mitspielern wie Fritz Herkenrath, Adolf Steinig, Otto Rehhagel und Heinz Wewers. Da sein zweiter Einsatz am 18. Dezember 1960 gegen Hamborn 07 ebenfalls mit einer Niederlage einherging und die Mannschaft aus Bergeborbeck massiv in den Abstiegskampf verwickelt war, kam er bis Rundenende zu keinem weiteren Einsatz mehr. Nach dem Abstieg lief er für den Deutschen Meister des Jahres 1955 in den Jahren von 1961 bis 1963 in insgesamt 27 Spielen in der 2. Liga West auf, ehe er im Debütjahr 1963/64 der neu eingeführten Regionalliga West elf weitere Einsätze zu verzeichnen hatte (1 Tor). Zur Saison 1964/65 schloss er sich Mainz 05 in der Regionalliga Südwest an.

### 1. FSV Mainz 05, 1964 bis 1970
In seiner ersten Saison in Mainz gehörte Wassermann mit 32 Einsätzen und zwei Toren auf Anhieb zur Stammbesetzung der von Trainer Heinz Baas trainierten „Nullfünfer“. Der elfte Platz in der Liga stellte aber wenig zufrieden. Zum sportlichen Höhepunkt wurden durch ausgezeichnete Leistungen in der Saison die Spiele im Pokal. Zuerst setzten sich die „Nullfünfer“ im Südwesten gegen Eintracht Bad Kreuznach (3:1), Hassia Bingen (6:2), den SV Hildburg Elkenroth (4:1) sowie mit einem 4:0-Erfolg beim TuS Neuendorf in der vierten Runde durch und zogen damit in den DFB-Pokal ein. Im Januar und Februar 1965 schalteten sie in den ersten beiden Runden gleich zwei Bundesligisten aus. Am 16. Januar kam Werder Bremen mit 23:13 Punkten als Tabellenführer der Bundesliga nach Mainz und wurde vor 12.000 Zuschauern mit 1:0 besiegt. Wassermann spielte als rechter Außenläufer und bekämpfte dabei in erster Linie das Bremer-Innentrio mit Max Lorenz, Arnold Schütz und Willi Soya. Bremen gelang am Rundenende der Gewinn der deutschen Meisterschaft. Am 6. Februar rangen Wassermann und Kollegen dem TSV 1860 München unter Trainer Max Merkel vor 20.000 Zuschauern ein 2:2-Remis nach Verlängerung ab. Vierzehn Tage später, am 17. Februar, gelang sogar im Stadion an der Grünwalder Straße ein 2:1-Auswärtserfolg. Der Europacupfinalist aus München war dabei im Angriff mit Alfred Heiß, Hans Rebele, Rudi Brunnenmeier, Peter Grosser und Rudolf Steiner angetreten. In beiden Duellen mit den „Löwen“ konnte der als zweikampfstark geltende Wassermann als linker Verteidiger einen Torerfolg von Nationalstürmer Alfred Heiß verhindern. Im Viertelfinale rangen die Mainzer am 27. Februar dem 1. FC Nürnberg vor 24.000 Zuschauern bis zur zweiten Halbzeit ein torloses Remis ab, ehe sich der „Club“ in den zweiten 45 Minuten mit 3:0 durchsetzte. Die Franken waren nach 22 Bundesligaspielen mit 27:17 Punkten auf dem vierten Rang stehend, punktgleich mit dem zweiten und dritten Platz, nach Rheinhessen angereist und hatten mit Ludwig Müller, Heinz Strehl und Ferdinand Wenauer herausragende Leistungsträger in ihren Reihen. Wassermann hatte es überwiegend in den Zweikämpfen mit dem ehemaligen Kieler Rechtsaußen Manfred Greif zu tun gehabt.
In der dritten Regionalligasaison 1965/66, verpasste Wassermann an der Seite des neuen Spielmachers Horst Hülß mit dem dritten Rang knapp die Bundesligaaufstiegsrunde. Eine überzeugende Rückrunde mit 23:7 Punkten – es gab nur zwei Niederlagen und drei Unentschieden neben zehn Siegen – reichte am Ende nicht um den Meister FK Pirmasens und Vizemeister 1. FC Saarbrücken am Einzug in die Aufstiegsrunde zu hindern. Wesentlicher Anteil am Erfolg dieser Runde hatte die Konstanz in der Defensive, wo mit Torhüter Kurt Planitzer, dem Verteidigerpaar Helmut Müllges und Wassermann, den Außenläufern Günther Dutine und Kurt Sauer, sowie in der Innenverteidigung mit Gerhard Görlach und Carlo Storck ein eingespielter Block agierte, der in 30 Ligaspielen lediglich 39 Gegentore zu verantworten hatte.
In seiner dritten und vierten Mainzer Saison in der Regionalliga Südwest erreichten die Rot-Weißen 1967 und 1968 jeweils den vierten Rang und der Verteidiger hatte in drei Runden in Folge in keinem Ligaspiel gefehlt. In der Saison 1968/69 verwandelte er am 10. November 1968 bei einer 3:5-Heimniederlage gegen TuS Neuendorf zwei Elfmeter. Mainz belegte unter Trainer Karl-Heinz Wettig lediglich den 13. Rang.
Sein letztes Regionalligaspiel bestritt der kompromisslose Verteidiger am 17. Mai 1970 bei der 2:6-Auswärtsniederlage im Ellenfeldstadion gegen Borussia Neunkirchen. In der Partie gegen das Team von Trainer Kurt Sommerlatt bekämpfte er dabei Rechtsaußen Jürgen Pontes und erzielte einen Treffer für Mainz. Nach insgesamt 180 Regionalliga- und vier DFB-Pokalspielen im Trikot der Nullfünfer, im Sommer 1970, beendete der frühere Essener seine Laufbahn.
Der harte und zweikampfstarke Verteidiger schloss sich zur Saison 1970/71 den Grün-Weißen vom VfR Groß-Gerau im hessischen Amateurlager an.
Er starb am 3. März 2022.